# Tijmstipspanner
De tijmstipspanner (Scopula decorata) is een nachtvlinder uit de familie Geometridae (spanners). De spanwijdte bedraagt tussen de 20 en 23 millimeter. Hij overwintert als rups.

## Waardplanten
De tijmstipspanner heeft kleine tijm als waardplant.

## Voorkomen in Nederland en België
De tijmstipspanner is in België een zeer zeldzame soort, alleen bekend is uit de provincies Antwerpen en Luik. Uit Nederland zijn geen recente waarnemingen bekend. De vlinder kent twee generaties die vliegen van eind mei tot in augustus.